# Прайс, Джек
Джек Алекса́ндер Прайс (англ. Jack Alexander Price; 19 декабря 1992, Шрусбери, Англия) — английский футболист, полузащитник клуба «Шрусбери Таун».

## Карьера
В академии футбольного клуба «Вулверхэмптон Уондерерс» Прайс начинал играть на позиции вингера, а затем в 14 лет перешёл в центр полузащиты. Свой первый профессиональный контракт подписал в ноябре 2011 года. 24 марта 2012 года в матче Премьер-лиги против «Норвич Сити» впервые попал в заявку «Вулвз», оставшись на скамейке запасных. В конце сезона 2011/12 клуб воспользовался опцией продления его контракта на один год. Сезон 2012/13 он провёл в резервной команде.
В преддверии сезона 2013/14 Прайс оказался среди нескольких молодых игроков, которых новый главный тренер Кенни Джакетт повысил до основного состава. Полузащитник дебютировал за взрослую команду 10 августа 2013 года в матче против «Джиллингема», выйдя на замену во втором тайме. 28 сентября 2013 года в матче против «Шеффилд Юнайтед» впервые вышел в стартовом составе «Вулвз». В течение октября участвовал в следующих четырёх матчах, после чего из-за проблем с мигренью не играл три недели. 29 декабря 2013 года в матче против «Лейтон Ориент» получил повреждение связок колена, из-за чего выбыл на четыре недели. Вернулся после травмы 25 января 2014 года в матче против «Бристоль Сити», отметившись голевой передачей. 14 марта 2014 года Прайс подписал с «Вулвз» новый 2,5-летний контракт до лета 2016 года с опцией продления ещё на один год. В сезоне 2013/14 являлся постоянным членом команды, выигравшей чемпионский титул Лиги один, сыграв в общей сложности 30 матчей во всех соревнованиях.
В сезоне 2014/15 Прайс выпал из основной обоймы игроков после прихода Томми Роу и Джорджа Сэвилла, а также сильных выступлений Ли Эванса и Кевина Макдональда. 1 сентября 2014 года отправился в экстренную одномесячную аренду в клуб Лиги один «Йовил Таун». Дебютировал за «Йовил» пять дней спустя, 6 сентября, в матче против «Брэдфорд Сити», отдав голевую передачу. 13 сентября в матче против «Ковентри Сити» сделал ещё одну результативную передачу. Всего сыграл за «Йовил» семь матчей, прежде чем вернуться к «Вулвз» в начале октября.
7 октября 2014 года Прайс вновь отправился в аренду, в другой клуб Лиги один «Лейтон Ориент» на 93 дня. Дебютировал в «Лейтон Ориент» через четыре дня, 11 октября, в матче против «Шеффилд Юнайтед». 21 октября в матче против «Донкастер Роверс» он получил травму лодыжки, вынудившую его вернуться в «Вулвз». Несмотря на это, он сыграл в «Лейтон Ориент» ещё два раза, прежде чем был отозван из аренды 3 декабря. К этому времени всего провёл за «Ориент» пять матчей.
Вернувшись в «Вулвз», Прайс дебютировал в Чемпионшипе 13 декабря 2014 года в матче против «Шеффилд Уэнсдей», выйдя на замену в концовке. Он быстро пробился в стартовый состав, регулярно выступая в полузащите напарником Кевина Макдональда. 7 марта 2015 года в матче против «Уотфорда» забил свой первый гол во взрослой карьере. К концу сезона 2014/15 провёл в общей сложности 26 матчей, забив один гол, во всех соревнованиях.
6 июля 2015 года Прайс подписал новый контракт с «Вулвз» до лета 2018 года с опцией продления ещё на один год. Сезон 2015/16 начал в качестве игрока запаса. Впервые в сезоне вышел в стартовом составе и отыграл всё игровое время в матче против «Престон Норт Энд» 26 сентября 2015 года. После этого он вернул себе место в основе, хотя ему часто приходилось конкурировать с Конором Коуди за позицию в полузащите. Несколько раз травмируясь, он входил и выходил из основного состава во второй половине сезона. Забил свой первый гол в сезоне 5 апреля 2016 года в матче против «Милтон-Кинс Донс». Несмотря на то, что сыграл всего 27 матчей и забил один раз во всех соревнованиях в сезоне 2015/16, Прайс был назван лучшим игроком сезона по мнению болельщиков.
В сезоне 2016/17 Прайс реже использовался под новым руководством Вальтера Дзенги, часто находясь на скамейке запасных. 20 августа 2016 года в матче против «Бирмингем Сити» отдал голевую передачу. После двухмесячного перерыва, 19 ноября 2016 года в матче против «Престона» был возвращён в состав новым главным тренером Полом Ламбертом. Под его началом он стал получать регулярное игровое время, но во второй половине сезона играл ограниченно, пропуская матчи из-за травм. Несмотря на это, завершил сезон 2016/17, сыграв в общей сложности 23 матча во всех соревнованиях.
В сезоне 2017/18 Прайс был включён в список игроков на трансфер тренером Ламбертом, а затем его преемником Нуну. Несмотря на то, что оказался вне основного состава под руководством Нуну, 23 октября 2017 года Прайс подписал с «Вулвз» новый 18-месячный контракт с опцией продления ещё на один год. Отыграл все четыре матча клуба в Кубке Английской лиги до его вылета в ⅛ финала от «Манчестер Сити». В сезоне 2017/18 к моменту отъезда успел сыграть девять матчей. Во время своего пребывания в «Вулверхэмптон Уондерерс» Прайс был любимцем болельщиков, которого «будут помнить как культового героя и искреннего и преданного игрока, находившегося в клубе с семи лет».
8 января 2018 года Прайс перешёл в клуб MLS «Колорадо Рэпидз» за нераскрытую сумму, подписав четырёхлетний контракт. Дебютировал за «Колорадо Рэпидз» 20 февраля в первом матче ⅛ финала Лиги чемпионов КОНКАКАФ 2018 против «Торонто». В MLS дебютировал 10 марта в матче против «Нью-Инглэнд Революшн», в котором не сумел реализовать пенальти. 14 апреля в матче против «Торонто» забил свой первый гол в MLS. Всего в сезоне MLS 2018 сыграл 31 матч, забил один гол и отдал четыре голевые передачи.
20 апреля 2019 года в матче против «Чикаго Файр» был удалён с поля, получив прямую красную карточку за фол на Брандте Бронико в концовке. 3 августа в матче против «Монреаль Импакт» отдал три результативные передачи, за что был включён в символическую сборную недели MLS. 21 сентября в матче против «Спортинга Канзас-Сити» дважды ассистировал, и ещё раз попал в символическую сборную недели MLS. Свой первый гол в сезоне забил 29 сентября в матче против «Далласа». По итогам сезона MLS 2019, в котором с 11-ю голевыми передачами стал лучшим ассистентом в «Рэпидз», удостоился двух клубных наград: самого ценного игрока и игрока года по версии игроков.
После того как Тим Ховард завершил карьеру, Прайс был назначен капитаном команды. 5 марта 2020 года продлил контракт с «Рэпидз» до конца сезона 2022 с опцией на сезон 2023. В сезоне MLS 2020 провёл 1318 минут в 16 матчах, в 14 из них выходя в стартовом составе, 18-матчевого регулярного чемпионата, сделал пять результативных передач, вновь был назван самым игроком клуба.
В сезоне MLS 2021 сыграл 2537 минут в 30 матчах, во всех из которых выйдя в стартовом составе, с 12 результативными передачами стал лучшим в клубе и четвёртым в лиге, снова был признан самым ценным игроком клуба.
19 января 2022 года Прайс продлил контракт с «Колорадо Рэпидз» до конца сезона 2023 с опциями на сезоны 2024 и 2025. В сезоне MLS 2022 из-за различных травм пропустил 16 матчей.
18 марта 2023 года в матче против «Миннесоты Юнайтед» получил разрыв ахиллова сухожилия правой ноги, из-за чего пропустил оставшуюся часть сезона MLS 2023. По окончании сезона 2023 «Колорадо Рэпидз» отклонил опцию продления контракта с Прайсом.
13 марта 2024 года Прайс подписал краткосрочный контракт с клубом Лиги один «Шрусбери Таун» сроком до конца сезона. За «Таун» дебютировал 16 марта в матче против «Карлайл Юнайтед», заменив на 72-й минуте Карла Уинчестера.

### Статистика
| Выступление                   | Выступление      | Выступление      | Лига | Лига | Кубок | Кубок | Кубок лиги | Кубок лиги | Континент | Континент | Прочие | Прочие | Итого | Итого |
| Клуб                          | Лига             | Сезон            | Игры | Голы | Игры  | Голы  | Игры       | Голы       | Игры      | Голы      | Игры   | Голы   | Игры  | Голы  |
| ----------------------------- | ---------------- | ---------------- | ---- | ---- | ----- | ----- | ---------- | ---------- | --------- | --------- | ------ | ------ | ----- | ----- |
| Вулверхэмптон Уондерерс       | Премьер-лига     | 2011/12          | 0    | 0    | —     | —     | —          | —          | —         | —         | —      | —      | 0     | 0     |
| Вулверхэмптон Уондерерс       | Чемпионшип       | 2012/13          | —    | —    | —     | —     | 0          | 0          | —         | —         | —      | —      | 0     | 0     |
| Вулверхэмптон Уондерерс       | Лига один        | 2013/14          | 26   | 0    | 2     | 0     | 0          | 0          | —         | —         | 2      | 0      | 30    | 0     |
| Вулверхэмптон Уондерерс       | Чемпионшип       | 2014/15          | 23   | 1    | 2     | 0     | 1          | 0          | —         | —         | —      | —      | 26    | 1     |
| Вулверхэмптон Уондерерс       | Чемпионшип       | 2015/16          | 24   | 1    | —     | —     | 3          | 0          | —         | —         | —      | —      | 27    | 1     |
| Вулверхэмптон Уондерерс       | Чемпионшип       | 2016/17          | 19   | 0    | 1     | 0     | 3          | 0          | —         | —         | —      | —      | 23    | 0     |
| Вулверхэмптон Уондерерс       | Чемпионшип       | 2017/18          | 5    | 0    | —     | —     | 4          | 0          | —         | —         | —      | —      | 9     | 0     |
| Вулверхэмптон Уондерерс       | Итого            | Итого            | 97   | 2    | 5     | 0     | 11         | 0          | —         | —         | 2      | 0      | 115   | 2     |
| Йовил Таун (аренда)           | Лига один        | 2014/15          | 6    | 0    | —     | —     | —          | —          | —         | —         | 1      | 0      | 7     | 0     |
| Лейтон Ориент (аренда)        | Лига один        | 2014/15          | 5    | 0    | —     | —     | —          | —          | —         | —         | —      | —      | 5     | 0     |
| Колорадо Рэпидз               | MLS              | 2018             | 31   | 1    | 1     | 0     | —          | —          | 2         | 0         | —      | —      | 34    | 1     |
| Колорадо Рэпидз               | MLS              | 2019             | 27   | 1    | —     | —     | —          | —          | —         | —         | —      | —      | 27    | 1     |
| Колорадо Рэпидз               | MLS              | 2020             | 16   | 0    | —     | —     | —          | —          | —         | —         | 1      | 0      | 17    | 0     |
| Колорадо Рэпидз               | MLS              | 2021             | 30   | 0    | 0     | 0     | —          | —          | —         | —         | 1      | 0      | 31    | 0     |
| Колорадо Рэпидз               | MLS              | 2022             | 17   | 0    | 0     | 0     | —          | —          | 2         | 0         | —      | —      | 19    | 0     |
| Колорадо Рэпидз               | MLS              | 2023             | 2    | 0    | 0     | 0     | —          | —          | 0         | 0         | —      | —      | 2     | 0     |
| Колорадо Рэпидз               | Итого            | Итого            | 123  | 2    | 1     | 0     | —          | —          | 4         | 0         | 2      | 0      | 130   | 2     |
| Колорадо Рэпидз 2 (фарм-клуб) | MLS Next Pro     | 2022             | 1    | 0    | —     | —     | —          | —          | —         | —         | —      | —      | 1     | 0     |
| Шрусбери Таун                 | Лига один        | 2023/24          | 1    | 0    | —     | —     | —          | —          | —         | —         | —      | —      | 1     | 0     |
| Всего за карьеру              | Всего за карьеру | Всего за карьеру | 233  | 4    | 6     | 0     | 11         | 0          | 4         | 0         | 5      | 0      | 259   | 4     |

1. ↑  В графу «Континентальные турниры» входят игры и голы в Лиге чемпионов КОНКАКАФ.
2. ↑  В графу «Прочие» входят игры и голы в Трофее Футбольной лиги и плей-офф Кубка MLS.

## Достижения
Командные
 «Вулверхэмптон Уондерерс»
- Победитель Лиги 1: 2013/14